# Катетерска аблација
Катетерска аблација (енгл. catheter ablation) је инвазивна кардиолошка процедура која се примењује у лечењу болесника склоних поремећају срчаног ритма (срчаним аритмијма), које настају као последица поремећаја спровођења електричних импулса кроз срчани мишић. У срце се уводи специјални катетер, који „сагорева“ део срчаног мишића око плућних вена, и на тај начин спречава преношење неправилних електричних импулса кроз спроводни систем срца. Катетерска аблација се најчешће примењује код срчаних аритмија као што су фибрилација преткомора, преткоморски флатер, суправентрикуларна тахикардија и .Волф-Паркинсон-Вајт синдром. Ова релативно нова процедура у савременој кардиолошкој пракси све више се доказује као делотворна у лечењу пацијената са неправилним (аритмичним) откуцајима срца и све чешће се предлаже као замена за дуготрајну уобичајену терапију лековима.

## Историја
Поремећај срчаног ритма као што је фибрилација срчаних преткомора и даље је једна од најчешћих срчаних аритмија, која носи у себи увећани ризик за настанак можданог удара, инсуфицијенције рада срца и учесталију смртност. И поред све већег броја антиаритмичких лекова једна група пацијената показује резистенцију на њихову примену што је наметало увођење нових метода у лечењу срчаних аритмија.
| Приказ простирања електричних импулса у нормалном срчаном ритму, и фибрилацији преткомора, и начин лечења фибрилације катетерском аблацијом |                        |                                 |
| Синусни ритам | Фибрилација преткомора | Катетерска аблација плућне вене |

Паралелно са убрзаним развојем инвазивне електрофизиологија, деведесетих година 20. века дошло је до расветљавања патофизиолошких механизама одговорних за фибрилацију преткомора. Тада је постало јасно да је ектопична електрична активност из фокуса у плућним венама или из фокуса на споју плућних вена и леве преткоморе одговорна за већину (90-95%) пароксизмалних напада фибрилације срчаних преткомора. До одржавања фибрилације преткомора долази прво појавом електричног, а потом и структурног „ремоделовања“ миокарда (срчаног мишића) преткомора.
Како је у то време метода катетерске радиофреквентне аблације била свестрано примењивана код читавог низа других суправентрикуларних и вентрикуларних аритмија, није прошло пуно времена од схватања механизама примене радиофреквентне аблације у фибрилацији преткомора и њене примене у пракси. Група електрофизиолога из Бордоа 1998. објавила је почетна искуства. Од тада метода доживљава непрестани развој, а све је и већи број доказа о њеној ефикасности.
Приступи аблацији фибрилације преткомора могу бити различити у зависности од манифестација код болесника било у облику пароксизмалне или упорне фибрилације. Изолација плућне вене је и даље камен темељац сваке аблационе стратегије за преткоморске фибрилације, међутим, и даље аблација, као крајњеи поступак у клиничком лечењу, успешност аблација и њено одговарајуће праћење остају контроверзна.
„Недавно објављена мета-анализа ефикасности аблације у поређењу с антиаритмицима која се заснивала на неколико рандомизираних клиничких студија закључује да је радиофреквентна аблација (РФА) апсолутно преферабилни облик лечења за одржавање синусног ритма у пацијената са фибрилацијом преткомора. За веровати је како ће до сад објављени подаци, уз будуће велике студије о ефикасности радиофреквентна аблација (РФА) фибрилације преткомора као методе избора у терапији (CABANA студија), бити праћене препорукама за раније доношење одлука о примени катетерске аблације фибрилације преткомора у одређених категорија пацијената.“

## Искуства и препоруке
Пароксизмална преткоморска фибрилација се може дугорочно отклонити применом катетер аблација у 80-90% пацијената, иако њих 30-40% захтева понављање поступака. а код 5% и ризик од већих компликација, ипак је то значајно повољније у поређењу са дугогодишњом антиаритмијском терапијом лековима 7 Како је праг компликација код аблације низак, све већи број смернице препоручује примену аблације после безуспешне примене једног или више антиаритмијских лекова.
У једној од контролисаних студија доказано је боље одржавање синусног ритма, побољшање симптома, и бољи квалитет живота, ако је аблација је изабран као прва метода лечења. Такође бројна упутства указују да је примена аблације разумна и корисна као прва линија лечења али само код одабраних болесника.
Катетер аблација упорне преткоморске фибрилације је успешан у 70-80% болесника,, уз потребу да се у 50% случајева поступак мора поновити и зато се препоручује само код неуспешне регулације ритма применом лека.
Како је амиодарон (као један од антиаритмика) узрок високе учесталости озбиљних нежељених ефеката, бројне смернице сугеришу да је разумно размотри примену катетер аблације, без примене амиодарона, мада све одлуке треба да буду прилагођене индивидуалним карактеристикама болесника. Смернице такође препоручују да се катетер аблација може сматрати првом линијом у лечењу контроле срчаног ритма класе 3 и класе 4 по NYHA класификацији срчаних инсуфицијенција, јер су све мере за контролу ритма лековима контраиндиковане. Ефективна обнова синусног ритма у срцу може да побољша функцију леве коморе и капацитет срца.

## Индикације
Катетерска аблација се може препоручити за:
- аритмију која се не контролише употребом лекова,
- дефектну електричну активност у срцу која повећава ризик од вентрикуларне фибрилације,

- изненадни застој срца (стање у којем срце изненада престаје да куца).